# Bra vibrationer (sång)

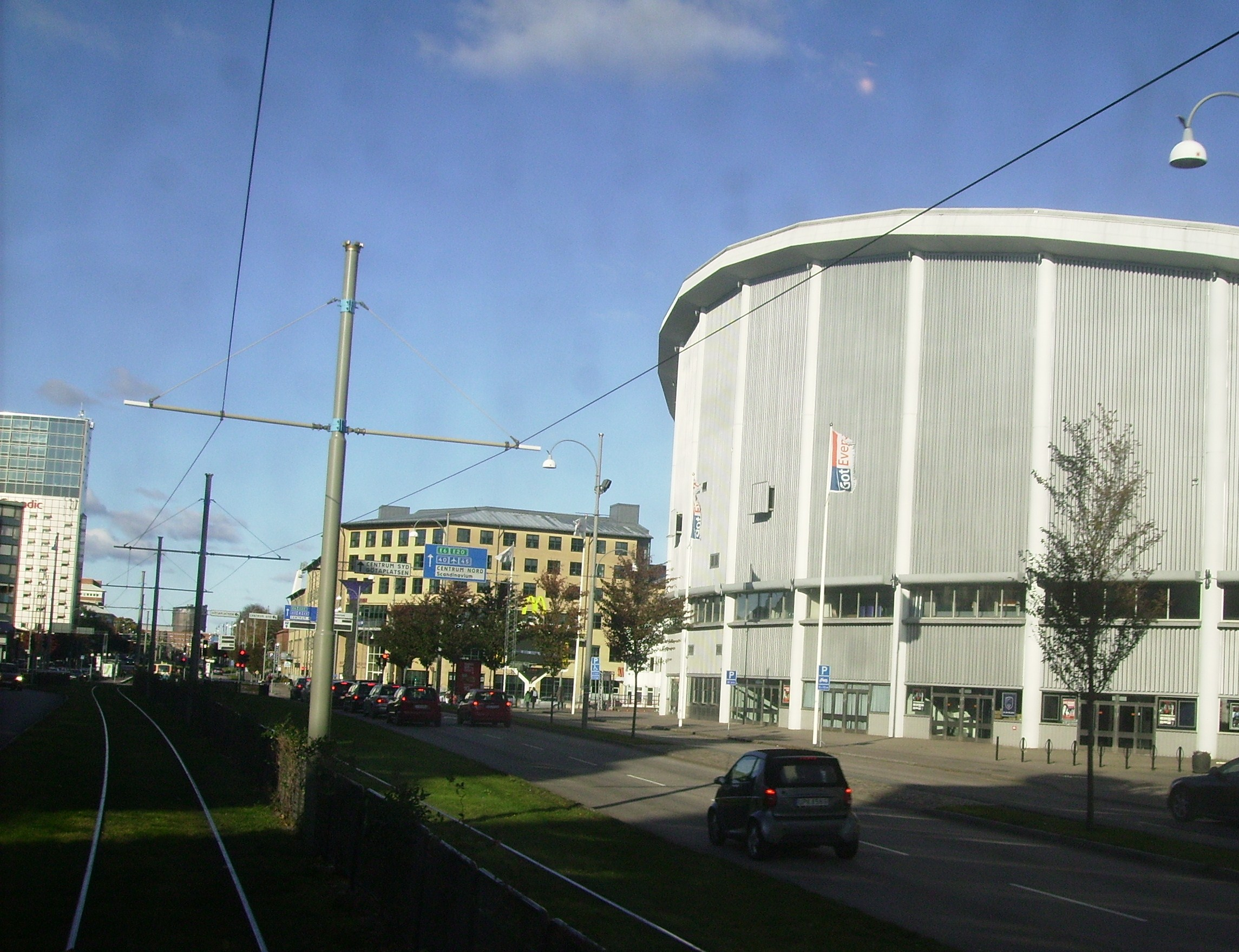
Scandinavium, där låten framfördes i europeiska finalen.

Bra vibrationer, skriven av Ingela Forsman och Lasse Holm, är en sång som Kikki Danielsson sjöng då bidraget vann den svenska Melodifestivalen 1985 och slutade på tredje plats när den representerade Sverige vid Eurovision Song Contest 1985 i Göteborg.
Låten dirigerades av Curt-Eric Holmquist och fick som bäst 12 poäng från Finland och Norge och var i ledning vid två tillfällen. Det svenska bidraget fick till sist ihop 103 poäng, vilket gav en tredje plats.
I efterhand sa Kikki Danielsson att detta deltagande var hennes "absolut sista". Detta visade sig dock senare vara en sanning med modifikation, i och med att hon därefter deltagit ytterligare fyra gånger i den svenska uttagningen (1992, 2002, 2006 och 2018), samt en gång i den norska (2003).
Lasse Holm har i efterhand medgett att han hade hämtat inspiration till låten från den brittiska popgruppen Wham och deras sång "Wake Me Up Before You Go-Go" från 1984, men att det mer handlade om stilen än själva låten som sådan. "Bra vibrationer" beskrivs som en snabb och glad sång med avancerad koreografi av två dansare (Mary Johnson och David Johnson) samt en bakgrundskör på tre personer.
Som B-sida till singeln användes en låt vid namn "Plingeling". och Kikki Danielsson spelade även in låten på engelska, som "Right Night for Loving", vilken också släpptes på singel 1985 med "Love Can Hurt" som B-sida, den engelskspråkiga versionen togs också med på Kikki Danielssons samlingsalbum Kikkis bästa 2008. "Plingeling" var ett ratat bidrag till Melodifestivalen, och togs även med på samlingsalbumet Schlager '85 som innehöll just ratade bidrag, då med Kikki Danielsson & Roosarna.
I Dansbandskampen 2010 tolkades "Bra vibrationer" av Wizex (med Anna Sköld som bandets sångerska), och deras version tog även med på det officiella samlingsalbumet för tävlingen. Kikki Danielsson själv medverkade på dansgolvet, och dansade med Thomas Deutgen. 

## Låtlista (singeln)
1. Bra vibrationer
2. Plingeling

## Andra inspelningar
- Svensken Magnus Svensson spelade 1985 in låten på albumet "The Organ Sounds of Magnus".[7]
- Den svenska musik- och komikergruppen Lars Vegas trio spelade in sången på sin maxisingel-CD Kikki Resque från 1993.[8]
- I Körslaget 2008 framfördes låten av Siw Malmkvists Team Siw, vars version även togs med på det officiella samlingsalbumet.[9]
- I Dansbandskampen 2008 framfördes låten av Scotts.[10]
- En version i Framåt fredag hette "Bra sensationer" och handlade om tidningars försök att sälja[11] I samma program gjordes även versionen "För många nationer" som handlar om diskussionerna kring "kompisröstning" Eurovision Song Contest.[12]
- 2015 framförde Kumba M'bye & Amanda Serra en egen tolkning i TV4:s Lyckliga gatan.[13]
- I Så mycket bättre 2017 spelades låten in av Eric Saade.[14] med något ändrad text och hette då Bra vibrationer (vill ha mer).

## Övrigt
- Lena Philipsson erbjöds först att delta med Bra vibrationer, men tackade nej.[15] När Kikki Danielsson först fick höra låten tyckte hon den var för poppig, men grannarna och hennes dåvarande make Kjell övertalade henne att sjunga den i Melodifestivalen.[16]

## Listplaceringar

### Kumba M'bye & Amanda Serra
| Lista (2015) | Topplacering |
| ------------ | ------------ |
| Sverige      | 63           |

### Eric Saade
| Lista (2017) | Topplacering |
| ------------ | ------------ |
| Sverige      | 72           |

### Fotnoter
1. ↑  Diggiloo 2007 (programblad), 2007
2. ↑  ”Svensk mediedatabas”. http://smdb.kb.se/catalog/id/001463053. Läst 13 juni 2010.
3. ↑  ”Svensk mediedatabas”. http://smdb.kb.se/catalog/id/001463054. Läst 13 juni 2010.
4. ↑  ”Dansbandsbloggen”. 8 februari 2008. Arkiverad från originalet den 18 augusti 2010. https://web.archive.org/web/20100818022336/http://www.dansbandsbloggen.se/2008/02/s-hr-ser-kikkis-nya-platta-ut.html. Läst 15 augusti 2011.
5. ↑  ”Svensk mediedatabas”. http://smdb.kb.se/catalog/id/001890072. Läst 15 augusti 2011.
6. ↑  ”Svensk mediedatabas”. http://smdb.kb.se/catalog/id/002691468. Läst 13 juni 2010.
7. ↑  Information i Svensk mediedatabas.
8. ↑  Information i Svensk mediedatabas.
9. ↑  ”Körslaget”. Svensk mediedatabas. 24 februari 2008. http://smdb.kb.se/catalog/id/002274671. Läst 15 augusti 2011.
10. ↑  ”Sveriges Television”. Arkiverad från originalet den 25 maj 2012. https://archive.is/20120525143325/http://svt.se/2.97234/1.1255348/scotts. Läst 15 augusti 2011.
11. ↑  Framåt fredag - Bra sensationer
12. ↑  Framåt fredag - För många nationer
13. ↑  Yvonne Erlandsson (22 januari 2015). ”Bra vibrationer med skånsk rapdrottning”. Skånskan. Arkiverad från originalet den 18 juni 2017. https://web.archive.org/web/20170618003328/http://www.skd.se/2015/01/22/bra-vibrationer-med-skansk-rap-drottning/. Läst 16 juni 2015.
14. ↑  Johanna Hagström (18 november 2017). ”Icona Pop gjorde slut i baktakt” (på svenska). Göteborgsposten. http://www.gp.se/n%C3%B6je/icona-pop-gjorde-slut-i-baktakt-1.4840110. Läst 20 november 2017.
15. ↑  ”Poplight - Lena Philipsson”. Arkiverad från originalet den 2 oktober 2015. https://archive.is/20151002181906/http://arkiv.poplight.se/artist/lena-philipsson. Läst 2 oktober 2015.
16. ↑  Gradvall, Nordström, Nordström, Rabe, Jan, Björn, Ulf, Anina. Tusen svenska klassiker. Norstedts Förlagsgrup. Läst 12
17. ↑  ”Bra vibrationer”. Swedishcharts. 24 februari 2015. http://www.swedishcharts.com/showitem.asp?interpret=Kumba+feat%2E+Amanda+Serra&titel=Bra+vibrationer&cat=s. Läst 16 juni 2015.
18. ↑  ”Bra vibrationer (vill ha mer)”. Swedishcharts. 24 februari 2017. http://www.swedishcharts.com/showitem.asp?interpret=Eric+Saade&titel=Bra+vibrationer+%28vill+ha+mer%29&cat=s. Läst 26 november 2017.